# 泽德·塞塞利亚

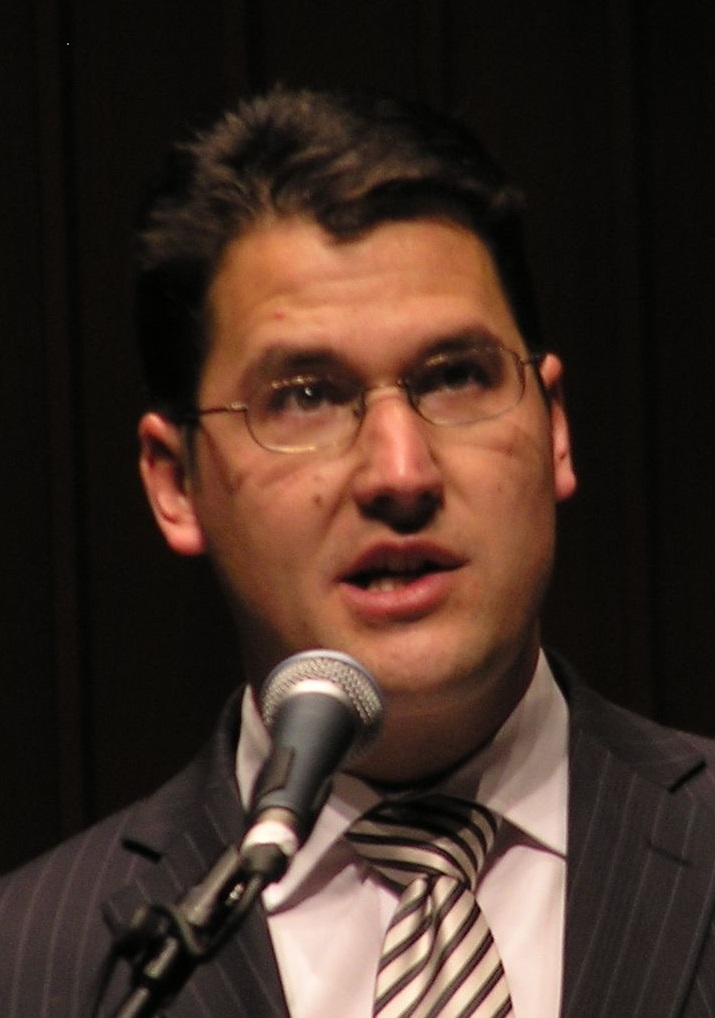

泽德·塞塞利亚（Zed Seselja，1977年3月27日—）是一位澳洲政治人物，他的黨籍是澳洲自由黨。自2013年開始，他是代表澳洲首都領地的澳大利亞參議院議員之一。他是克羅埃西亞人後裔。